# تشنار سفلي (مقاطعة دورة)
تشنار سفلي (بالفارسية: چنار سفلی) هي قرية تقع في قسم تشكن الريفي (مقاطعة دورة) في إيران. يقدر عدد سكانها بـ 29 نسمة .